# Ghutku
Ghutku är en ort i Indien.   Den ligger i distriktet Bilāspur och delstaten Chhattisgarh, i den centrala delen av landet, 900 km sydost om huvudstaden New Delhi. Ghutku ligger 286 meter över havet och antalet invånare är 9 558.
Terrängen runt Ghutku är mycket platt. Runt Ghutku är det mycket tätbefolkat, med 1 056 invånare per kvadratkilometer. Närmaste större samhälle är Bilāspur, 12,4 km sydost om Ghutku. Trakten runt Ghutku består till största delen av jordbruksmark.